# Guy de Nevers
Guy de Nevers (~1149-1175), fils de Guillaume III, comte de Nevers, d'Auxerre et de Tonnerre, et d'Ide de Sponheim, est comte de Nevers, d'Auxerre et de Tonnerre (1168-1175).
Il fait partie de la maison de Nevers.

## Famille
Guy naît vers 1149, deuxième enfant connu de ses parents. Son père Guillaume III fait partie de la Maison de Nevers.
Sa mère Ide de Sponheim (Ida von Sponheim) est la fille de Engelbert, duc de Carinthie et marquis d'Istrie, et de Ute de Passau (Ute von Passau), de Ratpotonen ; morte le 25 mai 1178, Ide est enterrée à Saint-Germain d'Auxerre.
Son frère aîné est Guillaume IV de Nevers, né en 1145 et mort à Acre le 24 octobre 1168, enterré à Bethléem,.

## Biographie
Guy et son frère Guillaume partent en Palestine fin 1167 ou début 1168. En préparation pour ce voyage, Guillaume fait en 1164 une donation  grevée d'une réserve qu'il destine au mariage de sa fille, à son voyage à Jérusalem ("pro via Hyerosolimitana"), ou s'il est mis à rançon.
Guillaume meurt à Acre en octobre 1168 ; Guy revient probablement en 1170, succédant alors à Guillaume comme comte de Nevers, d'Auxerre et de Tonnerre.

## Mariage et descendance
Il épouse Mathilde ou Mahaut de Bourgogne (1150-17 déc. ~1219), fille de Raymond de Bourgogne, comte de Grignon, et d'Agnès de Thiers, dame de Montpensier et d'Aigueperse. Ils ont pour enfants :
- Agnès Ire de Nevers (~1169/1170 - 2 ou 6 fév. 1193), morte à Mailly[7]. Elle est fiancée à Olivier "Albus" seigneur de Grignon († ~1181/1184). En 1184 elle devient la première femme de Pierre II (apr. 1158-apr. juin 1219), seigneur de Courtenay, fils de Pierre Ier de France, seigneur de Courtenay et de sa femme Elisabeth de Courtenay. Il devient comte de Nevers et d'Auxerre en 1184, par le droit d'héritage d'Agnès. Il est élu en 1216 pour succéder à son beau-frère Henri de Flandre comme Pierre Ier empereur de Constantinople ;
- Guillaume V de Nevers (~1171/1175 - 17 oct. 1181), enterré à l'abbaye de Saint-Michel[1],[4] ;
- Ida de Nevers (~1171/1175 - av. 1181)[1].

Lorsqu'il meurt le 19 octobre 1175 à l'âge de 27 ans, ses enfants sont encore jeunes ; Agnès n'a que 6 ans. Ils deviennent alors pupilles du roi,.